# Lowrys
Lowrys es un pueblo ubicado en el Condado de Chester, en el estado estadounidense de Carolina del Sur|. La localidad en el año 2000 tiene una población de 207 habitantes en una superficie de 8.2 km², con una densidad poblacional de 25.3 personas por km². 

## Geografía
Lowrys se encuentra ubicado en las coordenadas 34°48′20″N 81°14′26″O / 34.80556, -81.24056. Según la Oficina del Censo, la localidad tiene un área total de 8,2 km² (3,2 mi²), de la cual 8,2 km² (3,2 mi²) es tierra y 0 km² (0 mi²) (0.0%) es agua.

### Localidades adyacentes
El siguiente diagrama muestra a las localidades en un radio de 20 kilómetros (12,4 mi) de Lowrys.

## Demografía
En el 2000 la renta per cápita promedia del hogar era de $43.750, y el ingreso promedio para una familia era de $55.833. El ingreso per cápita para la localidad era de $13.386. En 2000 los hombres tenían un ingreso per cápita de $46.667 contra $21.250 para las mujeres. Alrededor del 5.70% de la población estaba bajo el umbral de pobreza nacional. 